# Třída Spica
Třída Spica byla třída torpédových člunů Švédského námořnictva. Jedná se o předposlední postavenou třídu švédských torpédových člunů. Celkem bylo postaveno šest jednotek. Všechny byly vyřazeny ze služby na přelomu 80. a 90. let 20. století.

## Stavba
V letech 1964-1968 bylo postaveno celkem šest jednotek této třídy.
Jednotky třídy Spica:
| Jméno          | Spuštěna | Vstup do služby | Status               |
| -------------- | -------- | --------------- | -------------------- |
| Spica (T121)   | 1966     |                 | vyřazen, muzejní loď |
| Sirius (T122)  | 1966     |                 | vyřazen              |
| Capella (T123) | 1966     |                 | vyřazen              |
| Castor (T124)  | 1967     |                 | vyřazen              |
| Vega (T125)    | 1967     |                 | vyřazen              |
| Virgo (T126)   | 1967     |                 | vyřazen              |

## Konstrukce

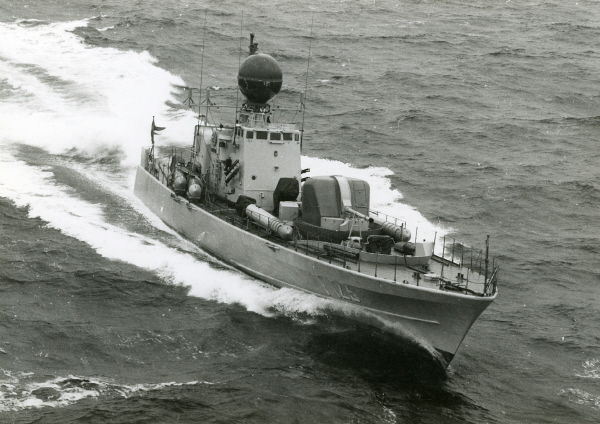
Capella (T123)

Po dokončení plavidla nesla navigační radar Terma Scanter 009 a systém řízení palby H.S.A. M 22. Po dokončení tvořil výzbroj jeden 57mm kanón Bofors L/70 Mk 1 ve věži na přídi, jeden 40mm kanón na zádi a šest 533mm torpédometů. V případě potřeby mohly být na místě torpédometů umístěny námořní miny. Pohonný systém tvořily tři plynové turbíny Bristol-Siddeley Proteus o celkovém výkonu 12 900 shp, pohánějící trojici lodních šroubů se stavitelnými lopatkami. Nejvyšší rychlost dosahovala 40 uzlů.